# Sự cải đạo của Phaolô
Sự cải đạo của Phaolô (hoặc Phaolô trở lại) là một sự kiện được nhắc đến trong Tân Ước, nói về việc Phaolô chấm dứt đàn áp các Kitô hữu tiên khởi, ông trở thành một sứ đồ của Chúa Giêsu và hoạt động tích cực cho việc loan truyền Kitô giáo. Sự kiện này được các nhà nghiên cứu ước đoán xảy ra vào khoảng năm 33-36 SCN.

## Tân Ước
Sách Công vụ Tông đồ và các thư tín thuộc Tân Ước là nguồn sử liệu nói về cuộc cải đạo của Phaolô. Theo cả hai nguồn này thì Phaolô chưa bao giờ là môn đệ theo Chúa Giêsu, và thậm chí ông cũng không biết Chúa Giêsu trước khi Chúa Giêsu bị đóng đinh. Về sau đó, ông đã gia tăng sự bách hại các Kitô hữu tiên khởi. Cuộc trải nghiệm cải đạo của Phaolô được mô tả là điều kỳ diệu, siêu nhiên.
Sau khi cải đạo, mặc dù Phaolô tự nhận mình là một "tông đồ" của Chúa Giêsu nhưng thực tế thì ông không phải là một trong số các tông đồ thuộc Nhóm Mười Hai. 

### Cuộc đời trước khi cải đạo
Trước khi cải đạo, Phaolô (cũng được gọi là Saolô) là một người Pharisêu "nhiệt thành", ông đã thẳng tay đàn áp những người tin theo Chúa Giêsu. Một số học giả cho rằng Phaolô là thành viên của một nhóm chính trị Do Thái mang tên "Nhiệt thành" (Zealotry). Ông đã nói về chính mình trong Thư gửi tín hữu Galát: "Anh em hẳn đã nghe nói tôi đã ăn ở thế nào trước kia trong đạo Do Thái: tôi đã quá hăng say bắt bớ, và những muốn tiêu diệt Hội Thánh của Thiên Chúa. Trong việc giữ đạo Do Thái, tôi đã vượt xa nhiều đồng bào cùng lứa tuổi với tôi: hơn ai hết, tôi đã tỏ ra nhiệt thành với các truyền thống của cha ông.".
Trong Thư gửi tín hữu Philípphê [3:4-6], Phaolô cũng nói về cuộc sống của ông trước khi cải đạo và kể về vụ ném đá Stêphanô có sự tham gia của ông [Công vụ 7:57-08:03].

### Cải đạo
Theo các thư ông viết, mặc dù trước đó ông không hề biết Chúa Giêsu nhưng ông đã mô tả việc được nhìn thấy Chúa Giêsu phục sinh. Thư thứ nhất gửi tín hữu Côrintô, ông viết: 
Trước hết, tôi đã truyền lại cho anh em điều mà chính tôi đã lãnh nhận, đó là: Đức Kitô đã chết vì tội lỗi chúng ta, đúng như lời Kinh Thánh, rồi Người đã được mai táng, và ngày thứ ba đã trỗi dậy, đúng như lời Kinh Thánh. Người đã hiện ra với ông Kêpha, rồi với Nhóm Mười Hai. Sau đó, Người đã hiện ra với hơn năm trăm anh em một lượt, trong số ấy phần đông hiện nay còn sống, nhưng một số đã an nghỉ. Tiếp đến, Người hiện ra với ông Giacôbê, rồi với tất cả các Tông Đồ. Sau hết, Người cũng đã hiện ra với tôi, là kẻ chẳng khác nào một đứa trẻ sinh non.— 1 Cr. 15:3–8
Và trong Thư gửi tín hữu Galát, ông xem việc cải đạo của mình là một mặc khải:
Thật vậy, thưa anh em, tôi xin nói cho anh em biết: Tin Mừng tôi loan báo không phải là do loài người. Vì không có ai trong loài người đã truyền lại hay dạy cho tôi Tin Mừng ấy, nhưng là chính Đức Giêsu Kitô đã mặc khải. Anh em hẳn đã nghe nói tôi đã ăn ở thế nào trước kia trong đạo Do-thái: tôi đã quá hăng say bắt bớ, và những muốn tiêu diệt Hội Thánh của Thiên Chúa. Trong việc giữ đạo Do Thái, tôi đã vượt xa nhiều đồng bào cùng lứa tuổi với tôi: hơn ai hết, tôi đã tỏ ra nhiệt thành với các truyền thống của cha ông.

Nhưng Thiên Chúa đã dành riêng tôi ngay từ khi tôi còn trong lòng mẹ, và đã gọi tôi nhờ ân sủng của Người. Người đã đoái thương mặc khải Con của Người cho tôi, để tôi loan báo Tin Mừng về Con của Người cho các dân ngoại. Tôi đã chẳng thuận theo các lý do tự nhiên— Gl 1:11-16
Tuy nhiên, Sách Công vụ Tông đồ lại viết về việc Phaolô cải đạo khác với trong thư của Phaolô. Nguồn này viết rằng, khi đang trên đường từ Jerusalem đến Damascus (Đamát) để bắt bớ người theo Chúa Giêsu nhằm đem về Jerusalem thẩm vấn, Phaolô nhìn thấy một luồng ánh sáng chói lòa, và có giao tiếp với giọng nói của Thiên Chúa:
Vậy đang khi ông đi đường và đến gần Đamát, thì bỗng nhiên có một luồng ánh sáng từ trời chiếu xuống bao phủ lấy ông. Ông ngã xuống đất và nghe có tiếng nói với ông: "Sa-un, Sa-un, tại sao ngươi bắt bớ Ta?" Ông nói: "Thưa Ngài, Ngài là ai?" Người đáp: "Ta là Giêsu mà ngươi đang bắt bớ. Nhưng ngươi hãy đứng dậy, vào thành, và người ta sẽ nói cho ngươi biết ngươi phải làm gì." Những người cùng đi với ông dừng lại, sững sờ: họ nghe có tiếng nói, nhưng không trông thấy ai. Ông Sao-lô từ dưới đất đứng dậy, mắt thì mở nhưng không thấy gì. Người ta phải cầm tay dắt ông vào Đa-mát. Suốt ba ngày, ông không nhìn thấy, cũng chẳng ăn, chẳng uống.— Cv 9:3–9